# Anđeoska tvrđava
Anđeoska tvrđava (tal. Castel Sant' Angelo; u prošlosti Mole Adrianorum ili Castellum Crescentii od 10. do 12. stoljeća), također poznata i kao Hadrijanov mauzolej, antička je građevina i spomenik u Rimu, smještena na desnoj obali Tibera nasuprot Anđeoskog mosta (u prošlosti: Pons Aelius). Tvrđava je smještena između četvrti Borgo i Prati nedaleko od Vatikana i povezana je s državom Vatikan kroz podzemni prolaz „passetto”. Nekoliko je puta temeljito preinačena u srednjem vijeku i renesansi.
Anđeoska tvrđava je državna imovina talijanske države i danas ima status muzeja. Od prosinca 2014. njime upravlja talijansko Ministarstvo kulturnih dobara i kulturnih djelatnosti putem Muzejskoga kompleksa Lazio, a od prosinca 2019. preko Uprave državnih muzeja Rima.
Godine 2022. spomenik je posjetilo 966 623 ljudi, što ga čini jednim od najposjećenijih muzeja u Italiji.

## Povijest

### Antika
Godine 135. rimski car Hadrijan dao je nalog arhitektu Demetrianu da osmisli i izgradi pogrebni mauzolej za cara i njegovu obitelj. Hadrian je bio nadahnut modelom Augustova mauzoleja, ali htio je da njegov mauzolej bude divovskih dimenzija. Radovi su trajali nekoliko godina i građevinu je dovršio Antonin Pio 139. Izgrađen je ispred zaravni Campus Martius, s kojom je spojen posebno izgrađenim mostom pons Aelius. Mauzolej je imao kvadratnu bazu nekoć obloženu mramorom iz Carrare i ukrašenu frizom od volovskih glava (Bucrani), te kutnim pilastrima. Na frizu okrenutom prema rijeci bila su uklesana imena careva koji su ondje pokopani. Također na ovoj strani bio je ulazni luk posvećen Hadrijanu, a ulaz u građevinu (dromos) bio je u cijelosti obložen žućkastim afričkim mramorom (marmor numidicum).
Iznad kvadratne baze izgrađeno je valjkasto tijelo mauzoleja od magmatske stijene peperina vezane cementnim opusom (opus caementicium) i obložen travertinom i kaneliranim pilastrima. Na njegovu krovu bio je zemljani nasip u obliku brda zasađen drvećem i ukrašen mramornim kipovima, koji su krasili obod mauzoleja. Dijelovi tih kipova i danas su očuvani. Najočuvaniji pronađeni kip je tzv. Faun Barberini. Na vrhu zemljanoga nasipa nalazila se velika brončana dvokolica (kvadriga) kojom upravlja car Hadrijan, prikazan kao bog Sunca Apolon. Cijeli mauzolej bio je opasan zidom kojemu se pristupalo brončanim ulazom ukrašenim pozlaćenim brončanim paunovima, od kojih se dva čuvaju u Vatikanu.
Iznutra su otvori na zidovima osvjetljavali spiralno stubište od opeke prekriveno mramorom, koje je polaganim usponom povezivalo ulaz ili dromos s pogrebnom ćelijom smještenom u središtu mauzoleja. Pogrebna ćelija je kvadratnoga tlocrta i u potpunosti prekrivena višebojnim mramorom. Nadvisuju je dodatne dvije prostorije, vjerojatno također korištene kao grobne ćelije.
U mauzoleju su bili smješteni posmrtni ostaci cara Hadrijana, njegove supruge Vibije Sabine, cara Antonina Pia, njegove supruge Faustine starije i njihove troje djece. Tu su smješteni i ostaci Luciusa Aeliusa Cezara koji je umro nekoliko mjeseci prije nego što je postao carem, zatim cara Komoda, cara Marka Aurelija i njegove troje djece, cara Septimija Severa, njegove supruge Julije Domne i njihove djece careva Gete i Karakale.
Spajanjem mauzoleja s Aurelijanovim zidinama mauzolej je djelomično izgubio svoju funkciju, postavši dijelom obrambenog sustava grada.

### Od srednjeg vijeka do 19. stoljeća
Godine 403. car Zapadnoga Rimskog Carstva Honorije spojio je zgradu s Aurelijanovim zidinama. Od tog trenutka građevina je izgubila svoju izvornu funkciju grobnice postavši utvrda u obrani Rima, izbočeni bedem s onu stranu rijeke Tiber. Tada se mauzolej u pisanim zapisima prvi put spominje pod izrazom castellum (hrv. dvorac, tvrđava). Tvrđava je uvelike zaslužna za očuvanje i spas vatikanskoga područja od pljačke Alarikovih Vizigota 410. i Gajzerikovih Vandala 455. godine. U potonjoj su obrani grada Rimljani bacali na napadače sve što im se našlo pri ruci, čak i kipove. Jedan od tih kipova je 1624. godine pronađen potpuno očuvan u jarku tvrđave. Bio je to tzv. Faun Barberini koji je dobio ime po kardinalu Francescu Barberiniju koji ga je prisvojio i držao u svojoj zbirci umjetnina. Početkom 6. stoljeća car Teodorik Veliki koristio je tvrđavu kao zatvor.
Prema predaji, današnji je naziv tvrđava dobila 590. godine kada je Rimom harala kuga, a papa Grgur I. odlučio je organizirati svečanu pokorničku procesiju. Dok je papa na čelu procesije prelazio preko Elijevog mosta (danas Anđeoskog mosta) ukazao mu se arkanđeo Mihael na vrhu tvrđave kako sprema svoj mač u korice, što je protumačeno kao nebeski znak skorog kraja epidemije. Od tog je trenutka Hadrijanov mauzolej dobio ime "Anđeoska tvrđava" (tal.: Castel Sant'Angelo), a na njegovu vrhu podignuta je crkva posvećena "sv. Anđelu usque ad caelos".  U 13. stoljeću na vrhu tvrđave podignut je kip s likom anđela u činu spremanja mača u korice. Danas se u Kapitolskim muzejima čuva kružni kamen s otiscima stopala koje je prema predaji utisnuo arkanđeo Mihael kad je sletio s nebesa na tvrđavu da navijesti kraj pošasti.
U drugoj polovici 10. stoljeća dvorac je prešao u ruke plemićke obitelji Crescenzi i ostao njihovim vlasništvom čitavo stoljeće, tijekom kojega su ga građevinski ojačali do te mjere da su tvrđavi dali svoje ime: Castrum ili Castellum Crescentii. Anđeoska tvrđava dugo se poistovjećivala s tim imenom, čak i nakon prijenosa vlasništva na obitelj Pierleonijevih, a zatim na obitelj Orsinijevih, kojima ga je vjerojatno prodao papa Nikola III. podrijetlom iz iste obitelji. Orsinijevi vladaju dvorcem do otprilike 1365., nakon čega ga opet vraćaju Crkvi.
S obzirom na glas o neosvojivosti dvorca i njegove blizine Bazilici svetog Petra, Papa Nikola III. odlučio je djelomice prenijeti apostolsko sjedište tada u Lateranskoj palači, za koju je ocijenio da nije sigurna, u Anđeosku tvrđavu. S ciljem dodatnog jačanja sigurnosti, dao je izgraditi dugi podzemni hodnik (tzv. passetto), koji je služio kao zaštićeni prolaz za papu od Bazilike svetog Petra do tvrđave. Godine 1527. prolaz je iskorišten za bijeg pape Klementa VII. pred vojskom Karla V. Bježeći, veliki dio Švicarske garde, tj. papinske vojske, izginuo je braneći papu. Danas članovi Švicarske garde polažu prisegu na isti datum kada se to dogodilo, 6. svibnja svake godine u spomen ovog tragičnog događaja.
Godine 1367. ključevi zgrade predani su papi Urbanu V. kao jedan od načina da ga se nagovori na povratak u Rim iz progonstva u Avignonu. Od tog će se trenutka sudbina Anđeoske tvrđave neraskidivo povezati sa sudbinom papa. Zbog svoje čvrste i utvrđene strukture, pape će ju koristiti kao utočište u trenucima opasnosti, za smještaj Vatikanskog arhiva i riznice, te kao sud i zatvor. U doba renesanse tvrđava je služila kao zatvor, a zatim vojarna. U njoj su bile zatočene čuvene ličnosti kao Giordano Bruno i Alessandro Cagliostro.
Godine 1379. bijesno stanovništvo Rima teško je oštetilo dvorac u borbi protiv francuskog garnizona kojeg je Urban V. ostavio kao stražu unutar dvorca. Obnovu je 1395. godine započeo papa Bonifacije IX. koji je po rješenjima vojnoga arhitekta Niccolòa Lambertija dao izvesti niz zahvata za jačanje obrambene strukture dvorca. Ulaz u dvorac postao je moguć samo preko pristupne rampe i pokretnog mosta. Na vrhu zgrade obnovljena je kapela posvećena arkanđelu Mihaelu.
U sljedeća četiri stoljeća intervencije i transformacije nizale su se jedna za drugom: Nikola V. (1447. – 1455.) dao je izgraditi i urediti prvu pravu papinsku rezidenciju unutar tvrđave i izgradio tri bastiona na uglovima vanjskog četverokuta. Obnovio je i Anđeoski most, čija se kamena ograda urušila pod težinom svjetine tijekom jubilarnih događanja. Papa Aleksandar VI. Borgia povjerio je arhitektu Antoniju da Sangallu starijem daljnje fortifikacijske radove, nakon čega je građevina poprimila karakter pravog vojnog uporišta u skladu s najsuvremenijim principima "moderne fortifikacije": izgrađena su četiri peterokutna bastiona posvećena svecima evanđelistima. Nove utvrde usklađene su s prethodno izgrađenim strukturama pod Nikolom V. Kako bi osigurao još veću kontrolu nad pristupom dvorcu, papa Aleksandar VI. je kod ulaza na most dao podići još jednu cilindričnu kulu, te dao iskopati i urediti obrambeni jarak ispunjen vodama Tibera.
Radovi koje je naručio Aleksandar VI. nisu bili usmjereni samo na jačanje obrambene strukture zgrade. Papa je dvorac obogatio novim odajama ukrašenim freskama Pinturicchia, te dao podići vrtove i fontane. Tijekom svog pontifikata Aleksandar VI. je dvorac u kojem je volio boraviti pretvorio u raskošnu palaču u kojoj je organizirao domjenke, zabave i kazališne predstave. Kronike tog vremena opisuju papinsku rezidenciju kao luksuznu i raskošnu, ali ona nije sačuvana. Srušio ju je 1628. Urban VIII. kako bi oslobodio mjesto za nove utvrde. Fortifikacijski radovi Aleksandra VI. omogućili su papi Klementu VII. 32 godine kasnije uspješni sedmomjesečni otpor opsadi postrojbi Karla V., koji je 6. svibnja 1527. zauzeo i opljačkao Rim.
Godine 1525. Klement VII. dao je sagraditi unutar dvorca prvu privatnu kupaonicu toga doba: tzv. "peć" (tal.: La Stufa). Prostorija je oslikana freskama sa svjetovnim motivima (dupini, školjke, nimfe, kupidi, mitološki likovi) koja je i danas očuvana i može se posjetiti. U sobi se nalazila kada, u koju se ulijevala vruća voda iz danas izgubljenog brončanog kipa nage Venere. Pljačka Rima u potpunosti je uvjerila pape u neosvojivost dvorca, stoga su mnogi poduzeli grandiozne fortifikacijske radove i uredili ondje službenu papinsku rezidenciju. Godine 1542. Pavao III. dao je nalog arhitektima Raffaellu Sinibaldiju da Montelupo i Antoniju da Sangallo mlađem da osmisle temeljito preuređenje papinskih prostorija, ukrase kojih je izradio Perino del Vaga i Luzio Luzi uz suradnju Livija Agrestija iz Forlìja. Izgradnja velikog peterokutnog bastionskog zida oko čitave građevine bilo je posljednje značajno fortifikacijsko ojačanje. Izgradnju zida započeo je papa Pavao IV. ( 1555. – 1559.), a dovršen je prema nacrtima arhitekta Francesca Laparellija.
Godine 1630. papa Urban VIII. dao je srušiti sve prednje utvrde, uključujući i Borgijinu kulu između mosta i dvorca, te premjestio glavni ulaz desno od linije mosta. Dao je izgraditi i veliki prednji fortifikacijski zid. Između 1667. i 1669. papa Klement IX. dao je postaviti deset mramornih kipova anđela duž Elijevog mosta, koji od tada mijenja ime u Anđeoski most. U 19. stoljeću dvorac je promijenio ime u Forte Sant'Angelo i služio je isključivo kao politički zatvor.

### Od ujedinjenja Italije do danas
Nakon ujedinjenja Italije tvrđava je isprva korištena kao vojarna, a potom uređena kao muzej. Radove na restauriranju izvele su inženjerijske postrojbe vojske Kraljevine Italije pod vodstvom pukovnika Luigija Duranda de la Pennea i suradnika kapetana Mariana Borgattija, koji je prvi osmislio projekt obnove spomenika tako da mu se vrati antički izgled. U stvarnosti su rezultati restauracijskih radova mnogi ocijenili prilično upitnim jer su se uklonile neke od povijesnih intervencija na dvorcu.
Zgrada je bila namijenjena za smještaj novoosnovanog Muzeja vojnog inženjerstva, svečano otvorenog 13. veljače 1906., pod ravnateljstvom samog Borgattija. Godine 1911. muzej je premješten u susjedne građevine prije nego što je trajno premješten na drugu lokaciju 1939.
Prilikom kasnijih restauracijskih radova 1933. – 1934. obnovljeni su jarci i bedemi te je prostor između četvrtastog zida i peterokutne strukture uređen kao vrt, ujedno je uklonjena mala vojarna Urbana VIII. Restaurirana je i unutrašnjost tvrđave i pretvorena u muzej s 58 soba koji čuva drevne željezne blagajne (nekoć su sadržavale crkvena blaga koja su pape sklanjali na sigurno u unutrašnjosti tvrđave), freske i različitu građu koja se odnosi na izgradnju tvrđave. Ondje su apartmani papa i zatvorske ćelije. Izlošci su raštrkani po sva četiri kata i razbacani uokolo po zbunjujuće, ali očaravajuće raspoređenim sobama i hodnicima. Najraskošnije uređena prostorija je ipak Sala Paolina, ukrašena štukaturom, freskama i iluzionističkim slikama. Dojmljivi prizor pruža pogled na sve strane s terase dvorca, mjesta gdje se odigrava posljednji čin Puccinijeve Tosce.
Nacionalni muzej u Anđeoskoj tvrđavi rekordne je 2016. godine posjetilo 1 234 443 ljudi, što ga čini 5. talijanskim muzejom po broju posjetitelja.

## Povijest imena
Godine 403. zapadnorimski car Honorije spojio je tadašnji mauzolej s gradskim zidinama Rima, pretvarajući ga u neku vrstu isturene tvrđave za obranu grada. Od tada je dobio ime castellum (hrv. dvorac, tvrđava). Godine 590. u pisanim se izvorima pojavljuje naziv castellum sancti Angeli (hrv. tvrđava sv. Anđela) u znak sjećanja na viziju arkanđela Mihaela na vrhu tvrđave kako sprema mač u korice. Prema predaji, viziju je imao papa Grgur Veliki tijekom svečane pokorničke procesije za zaštitu od kuge koja je harala Rimom. Vizija arkanđela protumačena je kao predznak skorog kraja epidemije, što se uistinu i dogodilo.
Godine 974. tvrđava dolazi u posjed obitelji Crescenzi koji su poduzeli ambiciozne fortifikacijske radove, stoga je preimenovan u Castrum Crescentii. Taj će naziv trajati do druge polovice 15. stoljeća, a zatim će ponovo ustupiti mjesto današnjemu nazivu. Sve do 11. stoljeća u službenim se spisima nazivao Adrianeum, također i templum Adriani i templum et castellum Adriani u znak sjećanja na svoju prvobitnu ulogu mauzoleja cara Hadrijana i njegove obiteljske loze. Sjećanje na Hadrijana sačuvalo se i u modernoj dikciji Mole Adriana. U Chansons de geste dvorac se naziva Torre ili Palais Croissant (hrv. palača polumjeseca), naziv koji je vjerojatno nastao iz pogrešnog razumijevanja starijeg naziva Castrum Crescentii.
Prije 1000. godine kroničari su ga nazivali domus Theodorici i također gigantes Theodorici jer ga je talijanski kralj Teodorik od 493. do 526. godine koristio kao zatvor, a povremeno se koristio kao zatvor i u doba papa, te u vrijeme ujedinjenja Italije sve do 1901. godine.

## Anđeo na tvrđavi
U znak sjećanja na događaj koji je građevini dao ime, na vrh tvrđave postavljen je kip anđela. Izvorno je to bio drveni kip koji je s vremenom propao. Drugi je kip anđela izrađen od mramora, no uništen je u opsadi 1379. godine i zamijenjen 1453. mramornim anđelom s brončanim krilima. Ovog anđela uništio je 1497. udar groma koji je ujedno raznio skladište baruta u dvorcu, ali ubrzo je zamijenjen kipom anđela od pozlaćene bronce. Kip je međutim rastaljen 1527. za izradu topova. Napokon je postavljen mramorni kip s brončanim krilima Raffaella da Montelupa koji datira iz 16. stoljeća, kasnije uklonjen s vrha tvrđave i smješten u dvorište gdje se i danas nalazi i vidljiv je posjetiteljima. Godine 1753. izliven je brončani anđeo Petera Antona von Verschaffelta koji se i dan danas nalazi na vrhu spomenika. Potonji je kip dvaput bio podvrgnut restauracijskim zahvatima između 1983. i 1986.

## Muzej
Višestoljetne građevinske preinake različitih namjena danas definiraju tri arhitektonske tipologije objedinjene u jednom spomeniku, lako uočljivom i razlučivom u 7 razina.
- Mauzolej se razvija na razinama 1, 2 i 3 s kojih se pristupa spomeniku kroz dromos, atrij i spiralno stubište do dvorane s urnama. Ova je ruta obnovljena tako da na najvišoj mogućoj razini oslikava povijesnu vjernost antike. Na razini 3 hadrijanske strukture, ispod onoga što je sada dvorište tvrđave, nalazilo se srednjovjekovno skladište žita i ulja. Ispod drugog dvorišta s bunarom, papa Aleksandar VI. Borgia dao je smjestiti zatvorske ćelije, one iz kojih je pobjegao Benvenuto Cellini.
- Utvrđeni dvorac više je puta preinačen između 4. i 17. stoljeća i opsežno je restauriran u prvoj polovici 20. stoljeća, što čini razinu 2 ovog spomenika. Taj je segment najbolje vidljiv sa snimaka iz zraka. Ovaj je dio moguće obići šetnicom (marcia ronda) između bedema nazvanih po četvorici evanđelista.[27]
  - Na razini 4 su dvorište anđela, dvorište i kapela pape Lava X., dvorište s bunarom i susjednim papinskim odajama Aleksandra VI., te kupaonica Klementa VII.
  - Na razini 5 su najraskošnije i najbolje očuvane renesansne prostorije, papinske odaje Paola III. Farnesea, s ložom koja gleda na sjever prema ulici Via Flaminia i raskošnim sobama koje je freskama oslikao Perin del Vaga.
  - Na razini 6, također organiziranoj i uređenoj po nalogu pape Paola III., nalaze se knjižnica, prostorija s blagom i drevnim željeznim blagajnama (neki ju smatraju pravom grobnom komorom cara Hadrijana), sala Festoni, sala Adrianea i konačno prostorija koja nosi naziv  "Cagliostra". Ova potonja je izvorno gornja prostorija Farneseove lože, kasnije korištena kao zatvor za važne zatvorenike (ime potječe od Cagliostrovog uzništva 1789. – 1791.).
  - Još od 17. stoljeća na razini 7 nalaze se prostorije namijenjene arhivu čiji prostor s vremenom više nije bio dovoljan, zatim "okrugla soba" smještena u krajnji gornji dio tornja iz Hadrijanova doba, te "soba sa stupovima" izgrađena sredinom 18. stoljeća. Iz okrugle dvorane ulazi se na Anđeosku terasu odakle se pogled širi na "cijeli Rim".

## Anđeoski most
Anđeoski most (tal.: Ponte Sant' Angelo), nekoć Elijev most (lat. Pons Aelius), povezivao je u antici mauzolej sa središtem Rima i više je puta obnavljan. Današnji kameni most povezuje trg sv. Anđela ispred same tvrđave sa šetnicom duž rijeke Tiber prema gradskoj četvrti Borgo.

## U umjetnosti i popularnoj kulturi
- Zidine tvrđave pojavljuju se na slici Susret hodočasnika s papom Siricijem, jednim od devet segmenata Priča o svetoj Uršuli, Vittorea Carpaccia.
- Po uzoru na Anđeosku tvrđavu u 15. stoljeću sagrađena je jedinstvena okrugla crkva "Engelsburg" u opatiji Novacella u Alto Adigeu zamišljena kao utvrda za obranu od Turaka i posvećena arkanđelu Mihaelu.
- Giacomo Puccini smjestio je posljednji čin Tosce na Anđeosku tvrđavu.
- Nekoliko unutarnjih i vanjskih scena filmskoga prikaza Tosce iz 1941. snimljeno je u Anđeoskoj tvrđavi.
- U srpnju 1954. modni dizajneri Vincenzo Ferdinandi, sestre Fontana, Emilio Schuberth, Giovannelli-Sciarra, Eleonora Garnett, Mingolini-Gugenheim i Clarette Gallotti organizirali su događaj Alta Moda a Castel Sant'Angelo (hrv.: "Visoka moda u Anđeoskoj tvrđavi"),[28] kao odgovor na običaj organiziranja modnih revija koje su se u istom razdoblju održavale u Palači Pitti u Firenci i koje su rimski stilisti polemično napustili.
- Godine 1954. Luchino Visconti snimio je posljednje scene filma Senso u Anđeoskoj tvrđavi kako bi zamijenio one snimljene u regiji Veneto koje je cenzurirane.
- U rujnu 1980. Talijanska pošta posvetila je poštansku marku od 5 lira Anđeoskoj tvrđavi kao dio serije "Dvorci Italije".
- Dvorac je i mjesto radnje u romanu Dana Browna Anđeli i demoni.
- Anđeoska tvrđava je mjesto radnje posljednje misije u video igri Assassin's Creed II, a pojavljuje se i u Assassin's Creed: Brotherhood koji je gotovo u cijelosti smješten u Rim.
- Na rimskom narječju, tvrđava se zove La Cagliostra još iz vremena Cagliostrova uzništva.

## Vanjske poveznice
| Portal:Kršćanstvo | Portal: Kršćanstvo |

- Putovnica.net
- Satelitske snimke
- Castel Sant'Angelo Virtualna panorama od 360°
- O izvornoj arhitekturi mauzoleja
- Encyclopedia Romana
- Pogledi na Anđeosku tvrđavu iz 19. st.